# Muntinlupa
Muntinlupa – miasto na Filipinach, w regionie Metro Manila. W 2010 liczyło 459 941 mieszkańców.

## Miasta partnerskie
- Takasaki, Japonia
- Carson, Stany Zjednoczone
- Pitești, Rumunia
- Liuzhou, Chińska Republika Ludowa
- Staffanstorp, Szwecja
- Siruma, Filipiny
- Calabanga, Filipiny
- Santa Cruz, Filipiny
- Calauag, Filipiny